# 122 км (зупинний пункт, Придніпровська залізниця)
122 кіломе́тр — пасажирський залазничний зупинний пункт Дніпровської дирекції Придніпровської залізниці на неелектрифікованій лінії Самар-Дніпровський — Леб'яже між станціями Перещепине (6 км) та Бузівка (6 км). Розташований поблизу села Великокозирщина Самарівського району Дніпропетровської області.

## Пасажирське сполучення
На платформі 122 км щоденно зупиняються дві пари приміських поїздів сполученням Дніпро — Берестин.